# Shoji Nishio
Shoji Nishio (jap. 西尾 昭二; Aomori, 5. prosinca 1927. – Tokyo, 15. ožujka 2005.), japanski majstor borilačkih vještina. Izravni je učenik Moriheija Ueshibe. Nositelj je 8. Dana u aikidu, 7. Dana u iaidu, 6. Dana u judo-u, 5. Dana u karateu.

## Životopis
Shoji Nishio je rođen u japanskoj prefekturi Aomori 1927. godine. 
U Hombu Dojo-u je započeo vježbati aikido 1951. godine, a već 1955. godine je počeo predavati.  Nishio je prije aikida vježbao judo (6. Dan), karate (5. Dan), iaido (7. Dan) i jōdō te također Shintō Musō-ryū jōjutsu i Hōzōin-ryū sōjutsu. Vještine koje je stekao uspio je glatko spojiti u svoj vlastiti stil aikida, gdje se sve tehnike mogu izvoditi s bokkenom u ruci, kao i bez oružja, a njegovi sustavi oružja imaju malo sličnosti s uobičajenim sustavom koji potječe od Morihira Saita. Nosio je naslov 
shihana, a također je stvorio novu školu iaida s oblicima iz aikida, nazvanu Aiki Toho Iaido ili Nishio-ryu Iai. Godine 2003. Nishio je dobio nagradu Budo Kyoryusho od Japanske Budo Federacije za svoj životni doprinos razvoju i širenju aikida u svijetu.
Preminuo je u Tokyou, 15. ožujka 2005. u dobi od 77 godina.

## Vanjske povezice
- Yufukan Japan - Official Nishio Organization in Japan
- Nishikaze Aikido Society of America - Official Nishio Organization in the U.S.
- Yurusu Aikido Association - Official Nishio Organization in Hungary.